# Новосёловка (Воронежская область)
Новосёловка — хутор в Россошанском районе Воронежской области.
Входит в состав Шекаловского сельского поселения.

## География
На хуторе имеется одна улица — Меловая.

## Население
| 1859 | 1897 | 2010 |
| ---- | ---- | ---- |
| 755  | ↘565 | ↘82  |

## Достопримечательности
У хутора Новосёловка находится родник «Жёлоб» — святой источник в честь иконы Божией Матери.